# 시모미사키촌
시모미사키촌(下岬村)은 후쿠이현 뉴군에 있던 촌이다. 현재의 후쿠이시 남서쪽 끝에 해당한다.

## 역사
- 1889년 4월 1일 - 정촌제 시행에 의해 뉴군 시모미사키촌이 성립하였다.
- 1952년 7월 7일 - 고시노촌과 합병해, 새로운 고시노촌이 성립하였다.

## 참고문헌
- 가도카와 일본 지명 대사전 18 福井県